# ルルティア
ルルティアは、日本の女性シンガーソングライター。英語表記はRURUTIA。

## 概要

### 人物
本名、生年月日、出身地など、ほぼ全てのプロフィールを非公開としており、テレビ番組の出演やライブの開催はデビュー以降一度も行ったことはない。マスメディアへの登場は、インディーズ独立後に公式サイト上で配信が開始されたインターネットラジオ『RURUTIA Planet』の放送、公式サイト上に掲載されている写真付インタビュー、音楽雑誌へのインタビューの掲載などに限られている。メディアへの露出を避けて活動を行うことに関して、「人前でスポットライトを浴びる華やかな世界と自らの音楽の世界とは相反する」ということを理由に挙げている。
アーティスト名は自身の洗礼名で、両親の知人であるタヒチ島出身の神父によって付けられた。東芝EMI在籍時のプロフィールでは「タヒチ語で『恵みの雨』という意味」と言われていたが、実際は「激しい雨が降る」という意味の単語「rorotea」に由来しており、「ルルティア」と発音する語は存在しない。タヒチ地方では、雨が降るということは恵みであるとして認識されており、洗礼名にも「恵みが沢山降るように」という願いが込められている。

### 音楽性
音楽を始めたのは幼い頃にクラシックピアノを習ったことがきっかけである。なお、ピアノは楽曲「シャイン」のPVにおいても自身で演奏しているシーンがある。自身で楽曲制作を始めるきっかけとなったのは、友人の自殺に大きな衝撃を受けたことで、自責の念や悲しみなどの感情を整理するために楽曲を作るようになったと語っている。作曲に関しては、クラシック音楽やグレゴリオ聖歌から影響を受けていると公言している。
作詞作曲の方法は、まずメロディーを作り、作っていく最中イメージに合わせて浮かんでくる言葉を書き留め、後で歌詞としてまとめるという手法をとっている。作詞作曲の他にも、シンセサイザーやミュージックシーケンサーなどを使用して編曲やプログラミング等も手掛けており、クリエイター的な要素も兼ね備えている。DTMや打ち込みに関する知識を得たのはデビュー以前で、DAWはLogicを、ソフトシンセはSampleTank2、Atomosphere、Trilogi、Stylus等を、それぞれ使用していると公言している。この能力を買われ、2004年放送のラジオドラマ『ラッセ・ハルストレムがうまく言えない』や2005年公開の映画『楳図かずお 恐怖劇場』では、自身の楽曲をモチーフに劇中の音楽を担当した。
独特の歌唱法はいわゆるウィスパーボイス系のアーティストに分類され、「妖精ヴォイス」とも評されている。楽曲はファンのみならず数々の映像作家や映画監督にも大きな影響を与えており、これまでに自身の曲をモチーフにラジオドラマや映像作品等が複数作られている（後述参照）。

## 略歴
- デモテープが友人を介して音楽事務所の社長の手に渡ったことがきっかけとなり、デビューが決定する[1]。
- 2001年
  - 10月6日、シングル「愛し子よ」でデビュー。
  - 12月6日、2枚目のシングル「ロスト バタフライ」を発売。FM各局で多数のパワープレイを獲得し、FM局オンエアチャートでは、当時チャート1位を記録していた宇多田ヒカルの「traveling」を抜いて、新人としては異例の1位を記録した。
- 2002年
  - 3月6日、初のアルバム『R°』を発売。
  - 6月、自身の楽曲の世界観を基に制作されたラジオドラマ『恵みの島〜星のつぶやき』が放送される。
- 2003年
  - 2月26日、2枚目のアルバム『Water Forest』を発売。
  - 10月29日、6枚目のシングル「トロイメライ」を発売。初のアニメ主題歌に起用される。
- 2004年
  - 6月9日、3枚目のアルバム『プロミスト・ランド』を発売。
- 2005年
  - 4月13日、4枚目のアルバム『ミーム』を発売。
  - 6月22日、サウンドトラックアルバム『楳図かずお恐怖劇場 ルルティア・トラックス』を発売。これをもって東芝EMIとの契約を終了し、自身の個性を深く掘り下げて音楽活動をして行きたいという意向から[1][10]、インディーズへ活動の場を移す。
  - 8月、自身のレーベルであるPHOERIX RECORDSを設立。
  - 11月21日、インディーズ移籍第1弾作品となる8枚目のシングル「スピネル」を発売。
- 2006年
  - 5月8日刊行の音楽情報誌『プレザンテ』第3号においてインタビュー掲載と付録CDのサンプル楽曲が収録され、メディアへの露出を果たす。
  - 11月5日、5枚目のアルバム『Chorion』を発売。リリース記念として初の動画によるインタビューがオフィシャルサイトで公開される。
- 2007年
  - 6月27日、初のミニアルバム『Opus』を発売。ブックレットのアートデザインを、グラフィックデザイナーとの共同制作により初めて自身が担当する。
- 2008年
  - 3月22日公開の映画『口裂け女2』のオープニングテーマにスキャットボーカルとして参加。
  - 4月30日、2枚目のミニアルバム『氷鎖』を発売。
- 2009年
  - 2月27日、6枚目のアルバム『Seirios』を発売。
- 2010年
  - 10月7日、3枚目のミニアルバム『Behind the blue』を発売。
- 2011年
  - 4月27日、4枚目のミニアルバム『RESONANCE』を発売。東日本大震災を受けて、同作の収益の一部を義援金として日本赤十字社へ寄付することを発表。
  - 8月19日、公式サイト上で、ミニアルバムレコーディング直後に失声症に罹ったこと、および治療等のために活動休止したことを発表。
- 2012年
  - 4月29日、公式サイト上で活動再開を発表。4月30日には本人による復帰コメントが掲載される。
  - 6月27日、PlayStation 3用ゲームソフト『アーシャのアトリエ 〜黄昏の大地の錬金術士〜』の作品中に起用されたボーカル曲で構成されたコンピレーションアルバム『Twilight Hour アーシャのアトリエ 〜黄昏の大地の錬金術士〜 ボーカルアルバム』にて、アルバム収録に先駆け、ワールドイメージテーマソングに起用された楽曲「Mystic Pendulum」を発表。
  - 9月5日、7枚目のアルバム『NODE from R』を発売。
- 2013年
  - 6月26日、PlayStation 3用ゲームソフト『エスカ&ロジーのアトリエ 〜黄昏の空の錬金術士〜』の作品中に起用されたボーカル曲で構成されたコンピレーションアルバム『Twilight Sky エスカ&ロジーのアトリエ 〜黄昏の空の錬金術士〜 ボーカルアルバム』にて、ストーリーエンドテーマに起用された楽曲「Pluie」を発表。
- 2014年
  - 1月5日、CRAFTSMAN MUSICを離れ、新体制で活動を行うことを発表。
- 2015年
  - 1月1日、合同会社未来ノ音に所属。1月15日にはdocomoのポータルサイト『dメニュー』のハイレゾ音楽配信キャンペーンにおいて新曲「Not Afraid」「Don't look at the color」を配信。
  - 11月18日、11枚目のシングル「Don't look at the color」を発売。シングルとしては約10年振りのリリースとなる。同日には、PlayStation 3・PlayStation 4・PlayStation Vita用ゲームソフト『ソフィーのアトリエ 〜不思議な本の錬金術士〜』の作品中に起用されたボーカル曲で構成されたコンピレーションアルバム『PLATHTA ソフィーのアトリエ 〜不思議な本の錬金術士〜 ボーカルアルバム』にて、同時発売のシングルにも収録されたエンディングテーマ「Little in my Little」と、初の自身以外による作詞作曲楽曲（アトリエシリーズで音楽を担当する柳川和樹による楽曲提供）となったオープニングテーマ「Phronesis」を発表。
- 2019年
  - 2月6日、自身の公式Twitterを開始。
- 2020年
  - 3月4日、TikTok上に新曲の予告動画を発表[11]。
  - 5月6日、4年半振りのシングル「Deeply」を配信限定で発売。
- 2024年
  - 5月12日、Instagramにて年内いっぱいで音楽活動からの引退を報告。

## ディスコグラフィ

### シングル
| 枚   | 発売日         | タイトル                | 規格品番    |
| ---- | -------------- | ----------------------- | ----------- |
| 1st  | 2001年10月6日  | 愛し子よ                | TOCT-22182  |
| 2nd  | 2001年12月6日  | ロスト バタフライ       | TOCT-22197  |
| 3rd  | 2002年6月26日  | ゆるぎない美しいもの    | TOCT-4388   |
| 4th  | 2002年9月30日  | 朱雀の空                | TOCT-4416   |
| 5th  | 2003年1月22日  | シャイン                | TOCT-4447   |
| 6th  | 2003年10月29日 | トロイメライ            | TOCT-4509   |
| 7th  | 2005年3月2日   | プライマリー            | TOCT-4846   |
| 8th  | 2005年11月21日 | スピネル                | PHOX-100001 |
| 9th  | 2006年1月26日  | 微笑みのマリア          | PHOX-100002 |
| 10th | 2006年5月31日  | 玲々テノヒラ            | PHOX-100003 |
| 11th | 2015年11月18日 | don't look at the color | SAS-15      |

### 配信シングル
|     | 発売日         | タイトル          |
| --- | -------------- | ----------------- |
| 1st | 2020年5月6日   | Deeply            |
| 2nd | 2020年11月25日 | 「結」            |
| 3rd | 2020年12月21日 | We Say Good Night |
| 4th | 2021年8月30日  | 7th Heaven        |
| 5th | 2022年5月26日  | Loop in the sky   |

### アルバム
| 枚  | 発売日        | タイトル           | 規格品番    |
| --- | ------------- | ------------------ | ----------- |
| 1st | 2002年3月6日  | R°                 | TOCT-24754  |
| 2nd | 2003年2月26日 | Water Forest       | TOCT-24949  |
| 3rd | 2004年6月9日  | プロミスト・ランド | TOCT-25344  |
| 4th | 2005年4月13日 | ミーム             | TOCT-25652  |
| 5th | 2006年11月8日 | Chorion            | PHOX-100004 |
| 6th | 2009年2月27日 | Seirios            | PHOX-100007 |
| 7th | 2012年9月5日  | NODE from R        | PHOX-100010 |

| 枚  | 発売日        | タイトル        | 規格品番    |
| --- | ------------- | --------------- | ----------- |
| 1st | 2007年6月27日 | Opus            | PHOX-100005 |
| 2nd | 2008年4月30日 | 氷鎖            | PHOX-100006 |
| 3rd | 2010年10月7日 | Behind the blue | PHOX-100008 |
| 4th | 2011年4月27日 | RESONANCE       | PHOX-100009 |

| 枚  | 発売日        | タイトル                                  | 規格品番   |
| --- | ------------- | ----------------------------------------- | ---------- |
| 1st | 2005年6月22日 | 楳図かずお恐怖劇場 ルルティア・トラックス | TOCT-25663 |

### 参加作品
| 発売日         | 商品名                                                              | 歌         | 楽曲                                               | タイアップ                                                                     |
| -------------- | ------------------------------------------------------------------- | ---------- | -------------------------------------------------- | ------------------------------------------------------------------------------ |
| 2003年2月26日  | New ASIA 〜the most relaxing〜 feel presents                        | ルルティア | 「シャイン〜ヒマラヤンハーモニー〜 feat.インドラ」 |                                                                                |
| 2003年12月10日 | インドラ『kumari』                                                  |            | 楽曲提供・コーラス参加                             |                                                                                |
| 2012年6月27日  | Twilight Hour                                                       | ルルティア | 「Mystic Pendulum」                                | ゲーム『アーシャのアトリエ 〜黄昏の大地の錬金術士〜』ワールドイメージテーマ    |
| 2013年6月26日  | Twilight Sky                                                        | ルルティア | 「Pluie」                                          | ゲーム『エスカ&ロジーのアトリエ 〜黄昏の空の錬金術士〜』ストーリーエンドテーマ |
| 2015年11月18日 | PLATHTA ソフィーのアトリエ〜不思議な本の錬金術士〜 ボーカルアルバム | ルルティア | 「Phronesis」                                      | ゲーム『ソフィーのアトリエ 〜不思議な本の錬金術士〜』オープニングテーマ        |
| 2015年11月18日 | PLATHTA ソフィーのアトリエ〜不思議な本の錬金術士〜 ボーカルアルバム | ルルティア | 「Little in My Little」                            | ゲーム『ソフィーのアトリエ 〜不思議な本の錬金術士〜』エンディングテーマ        |

### その他作品
東芝EMI在籍時代には、アルバム購入者特典として、当時の公式サイトでリスナーから募集し掲載したテキストを収録した『ルルティア文庫』を先着・店舗限定で配布していた。
- 『R°+』
  - アルバム『R°』発売時に配布。リスナーからのメールやテキストを掲載。
- 『宙（そら）に浮かぶ水』
  - アルバム『Water Forest』発売時に配布（前回よりは配布店舗が少なかった）。公式サイトで募集したリレー小説「宙に浮かぶ水」長編・短編の他、リスナーからのメールやテキスト、ルルティアからの楽曲コメントを掲載。
- 『プロミスト・ランド』
  - アルバム『プロミスト・ランド』発売時に、アルバム初回プレス盤購入者を対象とした抽選や音楽サイトへの応募プレゼント等、計約200名への限定配布。公式サイトで募集したリレー小説第2弾「ハルモニア」短編の他、リスナーからのテキスト、ルルティアからの作品および楽曲コメントを掲載。

## 出演

### ラジオ番組
- Rurutia R°（FM愛知、2002年2月 - 6月）
- ARTIST PARADISE with Rurutia（bay fm、2002年2月4日 - 6月27日）
- ルルティア ゆるぎない美しいもの（FM愛知、2002年7月1日 - 7月31日）
- RURUTIA Planet（MySpaceインターネットラジオ、2005年 - 不定期更新）

## ルルティアの音楽に関連したメディア作品
ルルティアの楽曲に影響を受けて制作された作品、またはルルティアの音楽が全編に起用されている作品を挙げる。

### ラジオドラマ
- 恵みの島〜星のつぶやき（2002年）
- ラッセ・ハルストレムがうまく言えない（2004年 - 2005年）

### テレビドラマ
- 彼らの海・VII 〜Wish On The Polestar〜（2005年）

### 映画
- ショートムービー 朱雀の空（2002年）
- MEMOIR-メモワール-[12]（2003年）
- きみの秘密、僕のこころ -your secret & my heart-（2004年）
- 楳図かずお 恐怖劇場（2005年）